# Snesere
Snesere er en landsby der hører til Næstved Kommune og ligger i Region Sjælland. Byen ligger ca. 3 km vest for Tappernøje, og 5 km sydøst for Mogenstrup. I 1970-2006 hørte landsbyen til Fladså Kommune.
I Snesere ligger Snesere Kirke, der hører til Snesere Sogn.
Byen har desuden også et Marjatta-værksted.

## Etymologi
Det siges, at navnet Snesere stammer fra det norrønske Snis Øre. Ordet Snis er af uvis oprindelse, men ifølge lokalfortællinger skulle det være navnet på en sagnkonge ved navn Sni, der angiveligt grundlagde byen i vikingetiden.
Ordet øre refererer til et hævet landfremspring ved vand og hav. Dette skyldes, da der tidligere har været et smalt sund hvor Snesere Å er nu, der delte den nederste "klump" af Sjælland fra resten af den nuværende ø. Landskabet skråner også stejlt mod syd og har således dannet et "øre". Lignende stednavne kan ses i andre byer som f.eks. Korsør, Helsingør og Skælskør.

## Jernbanen
Fra 1900-1961 havde Snesere en station med et enkelt sidespor på den tidligere Næstved-Præstø-Mern Banen. Stationen lå 1,5 km nord for landsbyen. Stationsbygningen er ikke nedrevet, og er i dag privat bolig.